# Joan de Palau i Buxó
Joan de Palau i Buxó (Flaçà, 20 de juliol de 1919 - Banyoles, 7 de maig de 1991) va ser un pintor català. El 1920 la seva família es trasllada a Saragossa. Cursa estudis d'arquitectura però aviat s'interessa per l'art: coneix Santiago Rusiñol, que ajudarà a configurar la seva vocació i, sobretot, visita freqüentment les sales de pintura del Museu del Prado, on s'interessa especialment pels grans mestres espanyols i holandesos. L'any 1936, abans d'esclatar la guerra, retorna a Catalunya i s'incorpora a l'exèrcit de la República. L'any 1939, acabada la guerra, s'instal·la a Banyoles –on tenia arrels familiars- i es dedica íntegrament a la pintura i al dibuix: llapis, guaixos, aquarel·les i olis.

## Biografia
Fill de Ramon de Palau, de Barcelona, i Antònia Buxó, de Flaçà. El seu pare era tècnic topògraf de la companyia de trens MZA (Madrid – Saragossa – Alacant), per aquesta raó, dos mesos després del seu naixement la família es trasllada a Saragossa. El 1921, a causa de la feina del pare, la família deixa Saragossa i s'estableix a Aranjuez. En aquesta ciutat Joan de Palau passarà tota la seva infantesa i adolescència. Estudia a l'escola dels jesuïtes de San Fernando d'Aranjuez i a l'Institut San Isidro de Madrid.
El 1937, a causa de la Guerra Civil la família torna a Catalunya, s'instal·la primer a Barcelona i després a Granollers. Joan de Palau s'incorpora a l'exèrcit republicà, a la lleva del “biberó”, i és destinat al cos de meteorologia dels Pirineus catalans. El 1939, acabada la guerra, la família Palau-Buxó s'instal·la a Badalona, i Joan de Palau és cridat a files. Compleix el Server militar a la caserna de la Maestranza, a Sant Andreu de Palomar de Barcelona. És precisament aquí on Joan de Palau comença a pintar, fent retrats, murals de temes bèl·lics i cartells per Santa Bàrbara, patrona d'Artilleria.
Entre el 1940 i el 1946 a Barcelona comenta els estudis d'arquitectura, però no els acaba per manca de vocació. L'any 1940 guanya la Medalla d'Or del concurs pintura Ciutat de Barcelona amb un retrat de la seva mare. I l'any següent, de nou amb un retrat de la mare, obté el primer premi del concurs Ciutat de Granollers. En els difícils anys de la postguerra es guanya la vida dibuixant cartells de pel·lícules en el cinema Majèstic de Granollers, i fent decorats de teatre per a la companyia de varietats Los Vieneses. En aquests anys, passa temporades de vacances a Banyoles a casa d'uns oncles, i serà vora el llac on coneixerà la seva esposa i on trobarà l'escenari definitiu per desenvolupar la seva pintura.
El 19 de juliol de 1946 es casa amb Montserrat Juncà i Comerma a l'església del Carme de Girona, i s'instal·len a Banyoles. Joan de Palau s'integra fàcilment a la vida artística i cultural de la ciutat, en aquest mateix any esposa a la Sala “La Caixa” de Banyoles (a més de les Galeries Syra de Barcelona i a la Sala Municipal de Girona) i col·labora activament en la revista local Horizontes, com a crític artístic, amb el pseudònim “Pèl de marta”, i dibuixant. L'any 1947, a la mort del pintor Pigem, ocupa la vocalia del Patronat de l'Estany.
Tot i residir a Banyoles, manté lligams amb Badalona I participà activament en el Museu de Badalona, com a cronista de la secció de Belles Arts, i en les Biennals d'Art d'aquesta ciutat. L'any 1949 obté la Medalla de Badalona amb una aquarel·la de temàtica banyolina. El 1950 obté la Medalla d'Or de la Diputació de Girona. Paral·lelament, inicia relacions comercials amb els marxants de pintura establerts a Barcelona, que exportaran obres seves a Sud-amèrica, principalment Veneçuela i Puerto Rico.
El 1950 exposa a la Sala La Caixa de Mataró, el 1951 participa en la fundació de l'Escola d'Arts i Oficis de Banyoles i el 1954 exposa a la Sala La Caixa de Banyoles. El 1956 exposa a la Sala Municipal de Girona, el 1957 al Círculo Mercantil d'Igualada, i el 1958 a la Sala Municipal d'Arbúcies. El 1961 inicia els primers decorats per a la Passió de Banyoles. El 1963 instal·la el seu taller al carrer Mn. Jacint Verdaguer de Banyoles.
El 1964 exposa a les Galerías Españolas de Barcelona. El 1965 exposa a les Galerías Españolas de Barcelona, el 1967 a les Galerías Españolas de Barcelona, i el 1971, coincidint amb el vint-i-cinquè aniversari de residència a Banyoles, realitza una exposició antològica a la Sala de La Caixa. Fa altres exposicions a La Pinacoteca de Barcelona (1975 i 1976), les Galerías Sant Vicente de València, i a la Sala de La Caixa de Banyoles (1977), Sala Francesc Armengol d'Olot (1978) i el 1979, instal·lat en el nou taller de la plaça Major, inicia una etapa com a professor de dibuix.
Entre el 1980 i el 1991 farà altres exposicions a La Pinacoteca de Barcelona, el Palau de Caramany de Girona, la Sala Braulio de Castelló, la sala Art i Traça d'Olot, la Galería Mayte Muñoz de Barcelona, la Sala Braulio de Castelló i la Galería El Claustre de Girona.